# Sapahaqui
Sapahaqui är en ort i Bolivia.   Den ligger i departementet La Paz, i den centrala delen av landet, 400 km nordväst om huvudstaden Sucre. Sapahaqui ligger 3 141 meter över havet och antalet invånare är 219.
Terrängen runt Sapahaqui är kuperad österut, men västerut är den bergig. Sapahaqui ligger nere i en dal. Runt Sapahaqui är det glesbefolkat, med 12 invånare per kvadratkilometer.. Närmaste större samhälle är Calamarca, 17,9 km väster om Sapahaqui. 
Omgivningarna runt Sapahaqui är i huvudsak ett öppet busklandskap.